# Margrethe Renstrøm
Margrethe Renstrøm (ur. 21 marca 1985 w Søgne) – norweska lekkoatletka specjalizująca się w skoku w dal.
Uczestniczka mistrzostw świata (Berlin 2009) oraz mistrzostw Europy (Barcelona 2010).

## Sukcesy sportowe
- siedmiokrotna mistrzyni Norwegii w skoku w dal (2002[1], 2003[1], 2005[1], 2006[1], 2007, 2008, 2009)
- dwukrotna mistrzyni Norwegii w trójskoku (2006[1], 2007)
- dwukrotna halowa mistrzyni Norwegii w skoku w dal (2001[2], 2009)
- halowa mistrzyni Norwegii w trójskoku (2005[2])
- złoty medal Europejskiego Festiwalu Młodzieży w skoku w dal (Vuokatti 2001)[3][4]
- III m. w konkursie skoku w dal podczas Superligi drużynowych mistrzostw Europy (Bergen 2010)
- brązowy medal mistrzostw Europy (Helsinki 2012)

## Rekordy życiowe
- skok w dal – 6,68 – Barcelona – 27/07/2010 rekord Norwegii
- skok w dal (hala) – 6,16 – Bergen 03/02/2007
- trójskok – 13,25 – Oslo 28/07/2006